# Ніколя Кроз
Ніколя Кроз (нар. 11 травня 1974, Анже, Франція) — всесвітньо відомий французький диригент, засновник, головний диригент і художній керівник оркестру «Нова Європа».

## Життєпис

### Дитинство
Народився 1974 року у м.Анже (Франція). Джан Кроз, батько, працював журналістом у Москві, де Ніколя із братом ходили у дитячий садок. Саме там уперше взяли до рук музичні інструменти. У три роки хлопець почав грати на скрипці. Батько хотів бачити його скрипалем. Учителі виявили у Ніколя здібності, тому рекомендували продовжувати займатися. У 15 років вирішив стати професійним музикантом. Спочатку — скрипалем.

### Студентські роки
Отримав стипендію у музичному училищі імені Гнесіних, де навчався з 1991 по 1996 р. Спеціальніть — теорія музики та композиції. Там займався скрипкою по шість, сім годин на день. Почав непогано грати. Багато грав у різних оркестрах: у Москві, Варшаві, Парижі.
У дев'ятнадцять років зауважив, що йому подобається спостерігати за роботою диригента, проводити аналіз цієї роботи. Випадково, коли грав в одному маленькому оркестрі, диригент попросив підмінити його на п'ять хвилин. Тоді вирішив все змінити.
Повернувся до Франції. Навчався в Інституті політичних досліджень у Парижі (1998—2000). Здобув ступінь магістра з міжнародних відносин і зв'язків.
У період 2000—2001 рр. навчався у Московській державній консерваторії імені П.Чайковського, здобув ступінь доктора.
Ніколя Кроз, окрім рідної французької, володіє англійською, польською, російською мовами.

## Творчість
Диригент більшу частину своїх музичних досліджень проводив у Сполучених Штатах, Франції та Росії. Його консультантами були Геннадій Черкасов, Едуард Амбартсуміан, Ніколас Брохот, Жолт Нейджі і Крістоф Ешенбах.
Ніколя Кроза запрошували диригувати оркестрами Національної Опери Монпельє Лангедок-Руссільон (Франція), Опера Авіньйон-Прованс (Франція), Національним оркестром д'Іль-де-Франс (Франція), Національним оркестром Лотарингія (Франція), симфонічним оркестром Ламуре (Франція), симфонічним оркестром Парижа (Франція), камерним оркестром Версаля (Франція), камерним оркестром Wiener Concert-Verein (Австрія), Арена ді Верона симфонічним оркестром Арена ді Верона (Італія), симфонічним оркестром Lecce (Італія), симфонічним оркестром Барі (Італія), оркестром Sinfonica Siciliana Палермо, (Італія), Афінським державним симфонічним оркестром (Греція) симфонічним оркестром Дьйор (Угорщина), Алмаатинським симфонічним оркестром (Казахстан), Національним державним оркестром Казахстану, Санкт-Петербурзьким державним академічним оркестром (Росія), симфонічним оркестром Брянська (Росія), Guayaquil, Loja & Cuenca національних оркестрів (Еквадор), Щецінським симфонічним оркестром (Польща), Lomza палата Філармонії (Польща), симфонічним оркестром Кельців (Польща), симфонічним оркестром Білостока (Польща), Люблінським симфонічним оркестром (Польща), Вроцлавським камерним філармонійним оркестром (Польща), симфонічним оркестром Бухареста (Румунія), Сібіу симфонічним оркестром (Румунія) і симфонічним оркестром Оломоуц (Чехія).
У сезонах 2013-2014-2015 рр. був одноголосно призначений радою директорів і музикантів, як головний запрошений диригент Державного академічного симфонічного оркестру Алмати (Казахстан).
У сезоні 2015/2016 провів близько 40 концертів, в тому числі два міжнародних тури у Південній Америці, дебютував в Колоні Ріо-де-Жанейро Theatro Муніципальний і Буенос-Айрес театр під час міжнародного турне з Алмати Казахської державної філармонії. У листопаді 2016 року диригував камерним оркестром Мілана (Італія) у восьми концертах туру Італією. У Китаї дебютував у найбільших концертних залах Цзян Су, Гуан Сі і Ху Нан провінції.
У театрах Європи диригував оперні постановки, понад 100, а саме: «Фауст» Шарля Ґуно, «Аїда» Джузеппе Верді, «Любовний напій» і «Дон Паскуале» Гаетано Доніцетті, «Сільська честь» П'єтро Масканьї, «Весілля Фігаро» Вольфґанґа Амадея Моцарта, «Три вальси» Оскара Штрауса, «Весела вдова» Франца Легара, «Паризьке життя» Жака Оффенбаха.
Ніколя Кроз з 2018 року є запрошеним диригентом Київського камерного оркестру Національної філармонії України.

## Український культурний контекст
Ніколя Кроза із Україною пов'язує багаторічна дружба й творча співпраця із Василем Сліпаком.
Василь Сліпак брав участь у концертах «Верді-Гала» 24 листопада в Арена Безье, театр на 13096 місць, (Франція) і 30 листопада 2013 року у театрі муніципалітету Ле-Везіне (Франція), співав у супроводі камерного оркестру «Нова Європа», диригент Ніколя Кроз.
У церкві Святого Петра м. Нейї-сюр-Сена 20 березня, у драматичному театрі м.Сен-Жермен-ан-Ле 21 березня 2014 р. із нагоди святкування десятої річниці хору Сен-Жермен Василь Сліпак разом із двомастами співаками (об'єднані хори) виконав ораторію Георга Генделя Месія у супроводі камерного оркестру Нової Європи, диригент Ніколя Кроз.
В.Сліпак брав участь у концерті «Верді-Гала» у супроводі камерного оркестру «Нова Європа». Диригував Ніколя Кроз, 10 травня 2014 року у залі дзвіниці м.Монруж, що на сьогодні є культурним центром і Салоном сучасного мистецтва Монружа (Франція).
У рамках фестивалю «Слова, ноти й голоси», що відбувся з 10 по 16 листопада 2014 року у м. Ле-Перре-сюр-Марн (Франція) у супроводі камерного оркестру «Нової Європи» під кервництвом Ніколя Кроза 15 листопада 2014 року В.Сліпак виконував арії з опер С.Рахманінова, О.Бородіна і М.Римського-Корсакова
11 лютого 2017 року за підтримки Посольства Французької Республіки в Україні, Французького інституту в Україні, Фонду Василя Сліпака у Національній філармонії України відбувся концерт із циклу «Наш сучасник Бах». У виконанні Київського камерного оркестру під орудою французького диригента Ніколя Кроза у присутності автора П'єра Тіллуа, французького композитора, відбулася світова прем'єра музичного твору пам'яті Василя Сліпака «Останній політ» (алегорія для скрипки (соло) і струнного оркестру, ор. 221.). У програмі також прозвучали: Й. С. Бах — Бранденбурзький концерт № 3 соль мажор, BWV 1048, Б.Барток — Дивертисмент для струнного оркестру, П.Чайковський — Серенада для струнних до мажор, тв.48, Й.Брамс — Угорський танець № 5, Угорський танець № 6.